# Mairang
Mairang är en ort i Indien.   Den ligger i distriktet West Khasi Hills och delstaten Meghalaya, i den östra delen av landet, 1 500 km öster om huvudstaden New Delhi. Mairang ligger 1 682 meter över havet och antalet invånare är 12 586.
Terrängen runt Mairang är kuperad åt nordost, men åt sydväst är den platt. Terrängen runt Mairang sluttar norrut. Runt Mairang är det ganska tätbefolkat, med 96 invånare per kvadratkilometer. Det finns inga andra samhällen i närheten. I omgivningarna runt Mairang växer huvudsakligen savannskog.